# Clos de Ca l'Arnau
El Clos de Ca l'Arnau és un jaciment arqueològic de les èpoques ibèrica i romana que es troba a Cabrera de Mar (el Maresme), inclòs a l'Inventari del Patrimoni Arqueològic i Paleontològic de Catalunya.

## Accès
Se situa al bell mig del nucli urbà de Cabrera de Mar, als terrenys de les antigues masies de Ca l'Arnau i de Can Mateu, al costat esquerre de la riera de Cabrera i a tocar l'ajuntament, a la dreta.

## Descripció
Es tracta de a dos jaciments superposats: un assentament d'època romana republicana, amb un conjunt termal, d'una banda, i un centre terrissaire de fabricació d'àmfores per a vi, per l'altra. La cronologia global del jaciment és de 175-150 aC a 25 dC.

### Assentament Romà
L'assentament romà republicà de Can Mateu, ocupa una superfície coneguda d'uns 7.000 m². Es tracta d'un assentament d'estructura allargada, de nord a sud, que sembla resseguir el traçat que en aquella època tenia la riera, segurament més ampla i ondulada que avui dia. Presenta dos tipus d'espais.

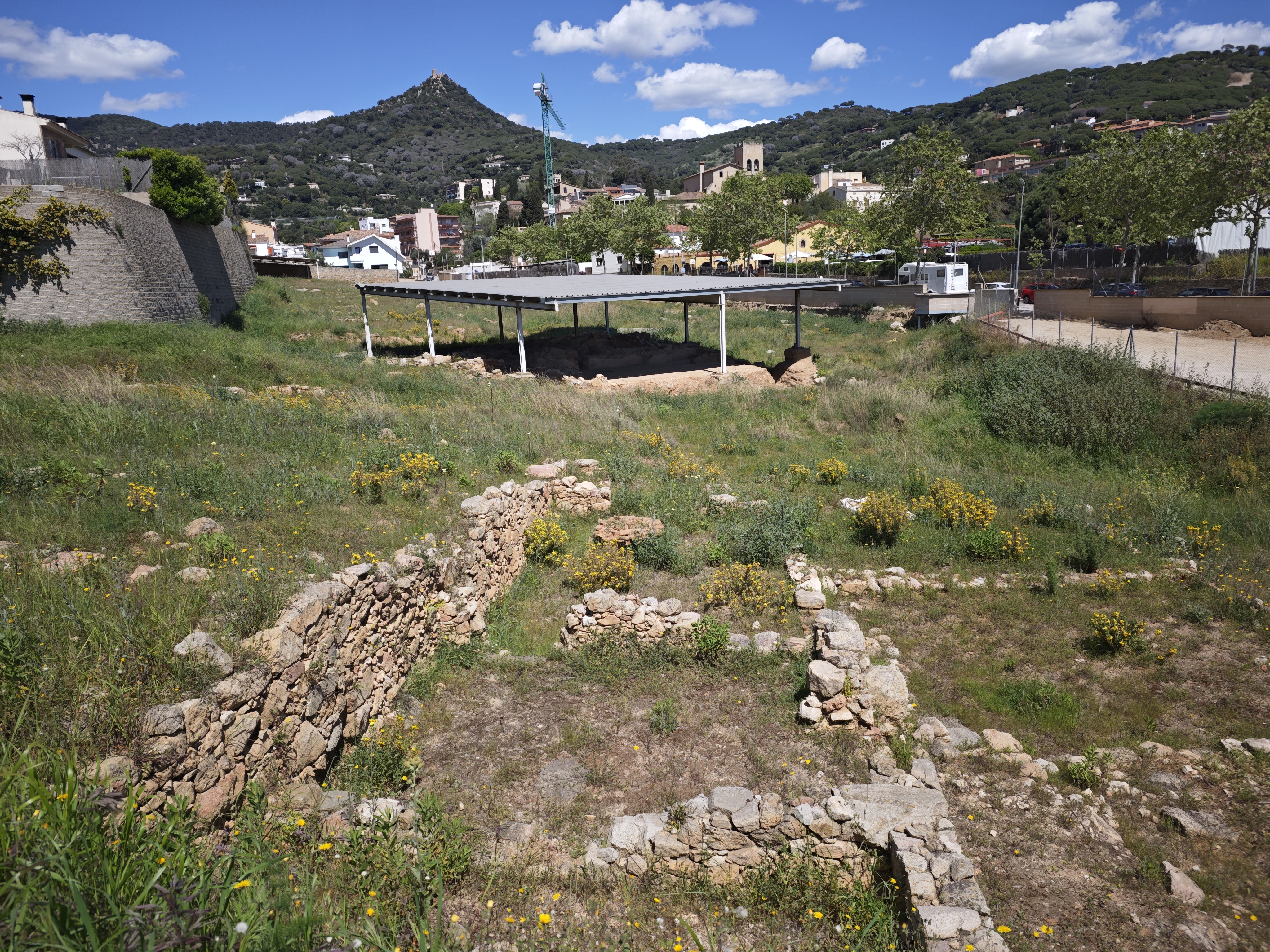
Tabernae. Obradors i botigues d'Ilturo

D'una banda, les estructures d'hàbitat, que formen dos grups arquitectònics amb orientacions diferents, que tampoc són coincidents amb l'orientació que presenta el conjunt termal. L'espai s'organitza a partir d'àmbits o habitacions de planta rectangular, on les parets del cantó oest, són en realitat murs de contenció de terres. En general, els murs presenten paraments irregulars i estan construïts amb pedres poc treballades lligades amb fang. Només es va documentar una llar, de planta quadrada, en una de les habitacions, i una possible zona de circulació davant de les dues habitacions millor conservades. S'ha de destacar també la troballa d'una canalització, feta amb la inserció de dues àmfores púniques, que desguassava a la riera. Es van trobar 4 ofrenes de fundació a la rasa de tres murs. En un cas es tractava d'un fetus humà i en un altre cas era un atuell de ceràmica comuna. La cronologia final d'aquesta zona se situà dins el 1er quart del segle I aC.

### Conjunt termal

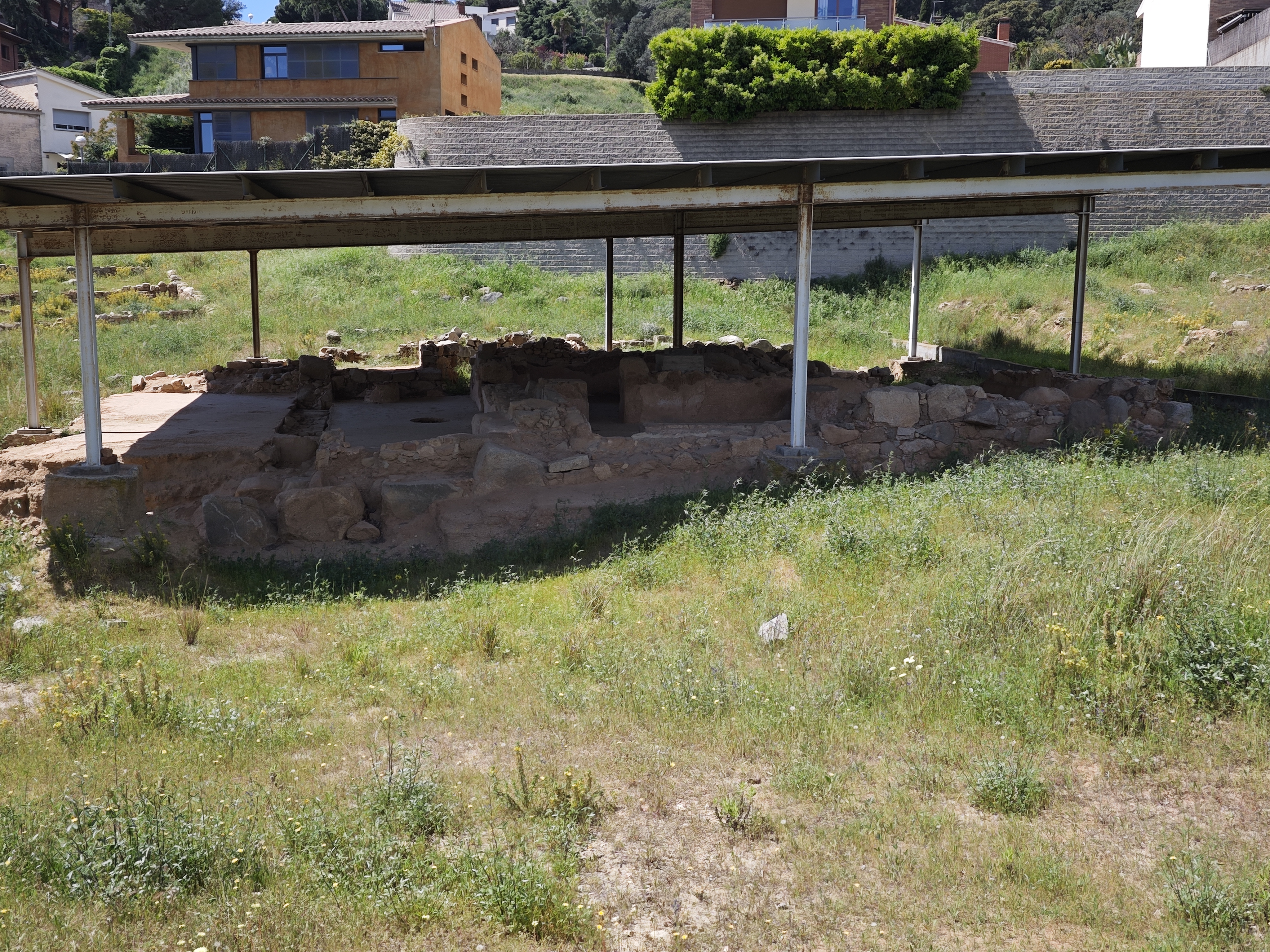
Conjunt termal

D'altra banda, les termes, amb una superfície d'uns 450 m². La seva construcció data del segle II aC i foren utilitzades fins al segle I aC. Aquesta antiga cronologia i l'estat de conservació de l'edifici fan de Ca l'Arnau un complex arqueològic excepcional i amb molt pocs paral·lels. L'edifici original constava només de les tres sales essencials (apoditerium, tepidarium i caldarium), les quals presenten uns trets constructius similars i un paviment comú. A aquests espais es va adjuntar més tard un laconicum (bany de vapor) i una sala en el cantó sud, d'ús indeterminat. En la construcció de les parets no es va utilitzar morter, el qual pel contrari, fou fonamental en la construcció dels revestiments hidràulics, els paviments, els hipocausts i sobretot, els sostres. Els sostres corresponents als dos àmbits que disposen de calefacció estaven construïts amb una tècnica basada en la utilització d'elements ceràmics coneguts amb el nom de tubuli afusats. Les peces s'inserien unes dins de les altres i s'acoblaven per grups mitjançant varetes de ferro, que es recobrien amb morter. La troballa de tubs de plom de diversos gruixos, que segurament formaven part del servei d'alimentació d'aigua o de les entrades generals d'aigua d'una sala de banys, permet demostrar el grau de perfeccionament tècnic que s'havia aconseguit en aquestes instal·lacions. L'aspecte general exterior del complex termal devia ser imponent, destacant els dos sostres amb superfícies corbes i emblanquinats que reflectirien la llum solar.

### Centre terrissaire d'amfores

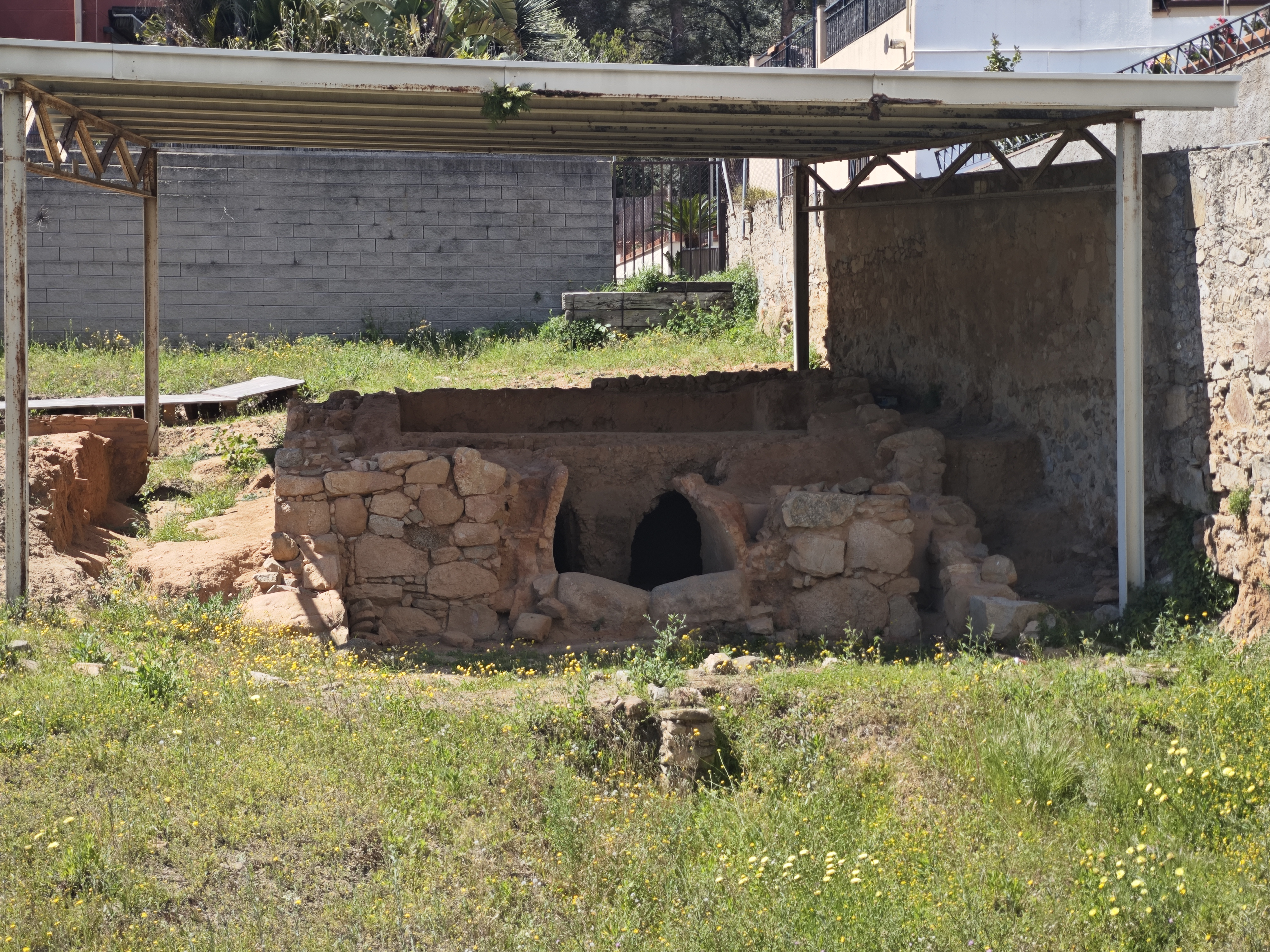
Cambra de cocció d'àmfores

El centre productor d'àmfores es compon d'un forn i alguns abocadors d'àmfores a les rodalies, amb una extensió de poc més de 1.000 m². El forn està situat dins d'un ampli recinte delimitat per dos llargs murs perpendiculars, és de planta rectangular, està delimitat pels seus quatre costats per una paret de pedra i té una superfície útil de 14,5 m². Conserva gairebé tota la graella in situ. Les dimensions totals de l'estructura són d'uns 45 m², a excepció de l'espai de treball situat davant de la porta del praefurnium (cambra de foc del forn). Els treballs d'excavació d'aquest sector han permès documentar que en aquest complex terrissaire es varen produir àmfores i es van fabricar materials constructius, ceràmica comuna i vasos de parets fines. La construcció d'aquest forn va amortitzar estructures més antigues, corresponents a l'assentament d'època republicana, com per exemple unes habitacions situades davant la porta del praefurnium i un forn metal·lúrgic situat a l'altre cantó.

## Història

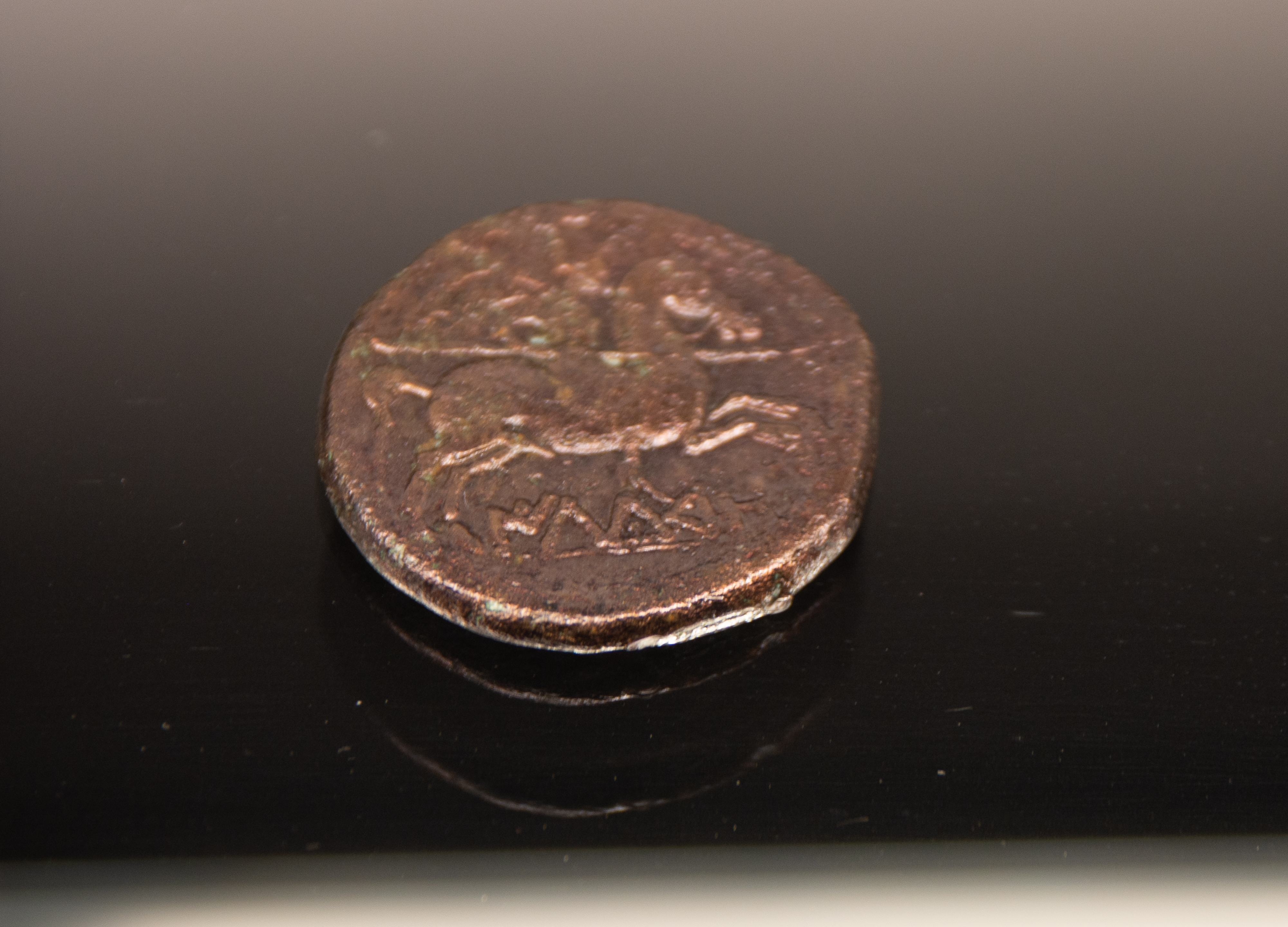
Moneda d'Ilturo. Burriac, 200-100 a.C -MNAC

La cronologia inicial del complex terrissaire és per ara problemàtica. Durant l'excavació es varen trobar fragments de vores d'àmfora local als abocadors d'aquesta instal·lació, els quals van ser datats entre el segon quart del segle I aC i el primer quart del segle I dC, moment en què s'abandona definitivament el centre productor i tot el jaciment.
El conjunt arqueològic fou descobert l'any 1997, arran d'un projecte d'urbanització de la zona.
Els anys 1997 i 1998, es dugueren a terme diferents excavacions arqueològiques que afectaren, d'una banda, a cinc àmbits localitzats a la part sud-est del jaciment, els quals es documentà que serien habitacions datades entre el 150-125 aC i el 80-70 aC. D'altra banda, va excavar-se i documentar el forn terrissaire, el funcionament del qual es datà entre els anys 80-70 aC.
El gener de 2001, amb motiu de la construcció d'una teulada per a la protecció del conjunt termal, s'excavaren manualment vuit cales arqueològiques, en una de les quals es documentaren dos murs, possiblement pertanyents a les termes, i una ofrena fundacional.
També el 2001, amb motiu de les obres d'urbanització del terreny on s'emplaçava part del jaciment, es dugué  a terme una intervenció consistent en el control de l'extracció de terres, en el qual es documentà un abocador romà amb un conjunt de materials que indicaven la presència d'un taller de foneria o transformació del bronze.